# Chiesa di San Tommaso Moro

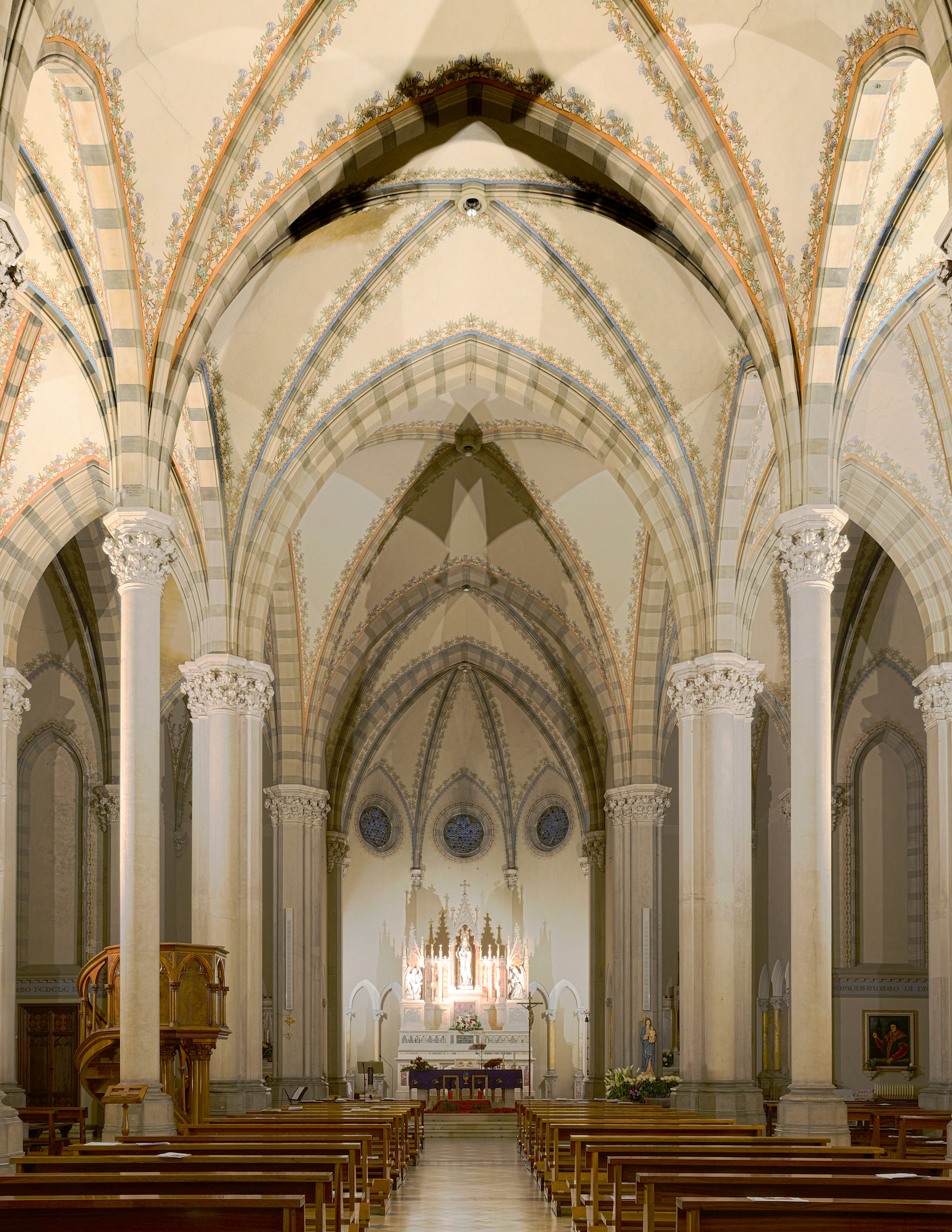
L'interno

La chiesa di San Tommaso Moro è una chiesa di Roma, nel quartiere Tiburtino, in via dei Marrucini.

## Storia
Essa fu costruita su progetto dell'architetto Giuseppe Gualandi nel 1921, e consacrata nel 1926, come chiesa dell'annesso convento delle Suore Ausiliatrici, ed inizialmente dedicata a Santa Maria Ausiliatrice del Purgatorio. Le suore vendettero poi tutto il loro complesso alla diocesi di Roma, e il 15 novembre 1974 la chiesa fu eretta a parrocchia con il decreto del cardinale vicario Ugo Poletti Neminem latet, e intitolata a Tommaso Moro, umanista autore del celebre libro l'Utopia, politico e martire inglese che si rifiutò di giurare fedeltà al re Enrico VIII come capo della nuova chiesa anglicana.

## Descrizione
La chiesa è in stile neogotico a tre navate, suddivise da colonne che terminano con capitelli corinzi; essa ha una volta a crociere e cappelle laterali.